# Seznam epizod serije Ja, Chef!
Ja, Chef! je slovenska humoristična serija, posneta po prvotno licenčni ruski seriji Kuhinja (2012–16), ki je na voljo na platformi VOYO od 17. junija 2021 dalje..
Prve štiri sezone so bili vsi deli predvajani na isti dan, od pete sezone do začetka šeste sezone pa epizodo predvajajo enkrat tedensko po 2 dela skupaj. Kasneje v šesti sezoni pa le po en del na teden.
26. septembra 2022 je prva sezona serije z 15 mesečnim zamikom prišla še na televizijo, ki je zdaj na voljo širšim množicam na POP TV.

## Sezone

### VOYO
| Sezona | Sezona | Št. delov | Začetek                               | Konec                                 |
| ------ | ------ | --------- | ------------------------------------- | ------------------------------------- |
|        | 1      | 10        | 17. junij 2021 (vsi deli naenkrat)    | 17. junij 2021 (vsi deli naenkrat)    |
|        | 2      | 10        | 14. oktober 2021 (vsi deli naenkrat)  | 14. oktober 2021 (vsi deli naenkrat)  |
|        | 3      | 10        | 16. december 2021 (vsi deli naenkrat) | 16. december 2021 (vsi deli naenkrat) |
|        | 4      | 10        | 1. maj 2022 (vsi deli naenkrat)       | 1. maj 2022 (vsi deli naenkrat)       |
|        | 5      | 10        | 21. julij 2022                        | 18. avgust 2022                       |
|        | 6      | 10        | 1. december 2022                      | 26. januar 2023                       |
|        | 7      | 10        | 22. junij 2023                        | 17. avgust 2023                       |
|        | 8      | 10        | 9. november 2023                      | 4. januar 2024                        |

## Seznam

### Sezona 1
| Zap. # | Epizoda sezone | Režiser         | Premierno predvajanje |
| --- | -------------- | --------------- | --------------------- |
| 1. | 1              | Marko Naberšnik | 17. junij 2021        |
| Gostujoči igralci: Jaša Jamnik - lastnik konkurenčne restavracije |                |                 |                       |
| Vsebina: Serija Ja, Chef! se dogaja v znameniti prestižni restavraciji »Chateau de Philippe« v središču Ljubljane, v kateri vlada chef Ljubomir Bohinc. Mladi kuhar Luka Čeh se večer pred razgovorom za službo zaplete z vodjo restavracije Piko. Ker med Chefom in Piko ves čas vlada napetost, je Luka sprejet, vendar je njegovo edino delo raznašanje dostavljenega sadja in zelenjave. Chef mu na koncu vendarle da priložnost, a se večer ne konča po načrtih... |                |                 |                       |
| 2. | 2              | Marko Naberšnik | 17. junij 2021        |
| Gostujoči igralci: / |                |                 |                       |
| Vsebina: Da bi bil Luka sprejet v kolektivu, se mora izkazati, pa ne samo v kuhanju. Tokrat mu v upravljanje zaupajo bar, kjer pa se ne znajde ravno najbolje. Pika želi, da bi Luko odpustili, zato spodbudi prepir med njim in barmanom Miho. Chef medtem izgubi svoj najljubši nož in zato se odloči, da ne bo kuhal. |                |                 |                       |
| 3. | 3              | Igor Gajič      | 17. junij 2021        |
| Gostujoči igralci: Judita Zidar - sodnica, Uroš Potočnik - Pikin oboževalec, sodničin mož |                |                 |                       |
| Vsebina: Luka ima veliko nalogo: ubiti mora gos, ki bo postrežena na banketu. Chef med pripravo izve, da je slavljenka med drugim sodnica, ki mu je odvzela vozniško dovoljenje. Pika ima čisto drugačne težave, saj jo vztrajno zasleduje oboževalec, ki je po vrhu še oženjen. Kako bo prenesel dejstvo, da je Pika spala z Luko? |                |                 |                       |
| 4. | 4              | Igor Gajič      | 17. junij 2021        |
| Gostujoči igralci: Aleš Kranjec - specialist za detektor laži |                |                 |                       |
| Vsebina: Tokratna Lukova naloga je skuhati kosilo za osebje restavracije. Natakarju Mihi je všeč natakarica Nastja in utrujeni Luka mu pri tem skuša pomagati, a se zadeva še bolj zaplete. Chef je ogorčen ko izve, da se je eden od kuharjev prijavil za delo v konkurenčni restavraciji. Kdo je izdajalec? |                |                 |                       |
| 5. | 5              | Marko Naberšnik | 17. junij 2021        |
| Gostujoči igralci: / |                |                 |                       |
| Vsebina: Luka na vse pretege poskuša dokazati Mihi, da se med njim in Nastjo ne dogaja nič in da je prišlo do nesporazuma, a Nastja zgodbo dojema drugače. Zdravko in Luka se pomerita v ribjem dvoboju, kuharji pa stavijo na zmagovalca. Chef presenetljivo stavi na Luko. |                |                 |                       |
| 6. | 6              | Marko Naberšnik | 17. junij 2021        |
| Gostujoči igralci: Janez Škof - brezdomec Radovan, Gregor Čušin - sanitarni inšpektor, Gojmir Lešnjak - dobavitelj Jovo |                |                 |                       |
| Vsebina: Chef se pripravlja na obisk strogega sanitarnega inšpektorja, zato v kuhinji organizira čistilno akcijo. Pri tem Luka in Miha pomotoma vržeta stran redke in zelo drage tartufe. Da bi popravila napako, se morata prijatelja zateči po pomoč k brezdomcu in mu nato povrniti uslugo tako, da mu organizirata večerjo v restavraciji. |                |                 |                       |
| 7. | 7              | Igor Gajič      | 17. junij 2021        |
| Gostujoči igralci: Jaša Jamnik - lastnik konkurenčne restavracije |                |                 |                       |
| Vsebina: Chef si opeče usta, zato izgubi okus in tako ne more pripraviti specialitete. Da bi rešili to težavo, mu na pomoč priskočijo ostali kuharji, ki pa jih Chef hitro ujame na laži, saj se mu nihče ne upa oporekati. Miha ima v stanovanju prosto sobo, ki jo najprej obljubi Luki, nato pa še Nastji. Koga bo na koncu izbral za cimra? |                |                 |                       |
| 8. | 8              | Igor Gajič      | 17. junij 2021        |
| Gostujoči igralci: Maja Sever - voditeljica TV oddaje |                |                 |                       |
| Vsebina: V kuharski TV oddaji se Chef sreča z Marjeto, šefinjo konkurenčne restavracije Casablanca, ki se odprla blizu njihove restavracije. Marjeta je zaradi stave za cel dan obsojena na družbo Chefa. Lastnik naroči Piki, da popazi na njegovega psa, toda po Lukovi krivdi se pes izgubi. |                |                 |                       |
| 9. | 9              | Marko Naberšnik | 17. junij 2021        |
| Gostujoči igralci: Jana Zupančič - bivša žena Tatjana, Stella Majerič - hči Alisa |                |                 |                       |
| Vsebina: Na obisku je Chefova hči in Pikina nečakinja Alisa. Hitro se izkaže, da čuvati malo deklico sploh ni enostavno, celo njenemu očetu ne. Luka skupaj s slaščičarjem Lovrom pripravlja slaščice in na koncu ga povsem zamenja zaradi poškodbe. Tako pa se nauči mnogih skrivnosti slaščičarstva. |                |                 |                       |
| 10. | 10             | Marko Naberšnik | 17. junij 2021        |
| Gostujoči igralci: Gojmir Lešnjak - dobavitelj Jovo, Jana Zupančič - bivša žena Tatjana, Tanja Pečenko - producentka TV oddaje |                |                 |                       |
| Vsebina: Chef hoče vplačati ogromno nogometno stavo. Ker za to nima dovolj denarja, za vplačilo uporabi denar, s katerim bi moral kupiti dragoceni črni kaviar za banket. Luka se ustraši Pikinih čustev, zato se ji prične izmikati. Ko to spozna Pika, se mu maščuje tako, da se pretvarja da je noseča. |                |                 |                       |

### Sezona 2
| Zap. # | Epizoda sezone | Režiser         | Premierno predvajanje |
| --- | -------------- | --------------- | --------------------- |
| 11. | 1              | Igor Gajič      | 14. oktober 2021      |
| Gostujoči igralci: Zvezdana Mlakar - Vera Čuk, Gaber Trseglav - kulinarični kritik, Gorazd Obersnel - Nastjin oboževalec, Nina Vončina - nosečnica, Gorazd Dominko - partner nosečnice |                |                 |                       |
| Vsebina: V restavracijo prihaja kulinarični kritik in v kolektivu hočejo na vsak način ugotoviti, kdo bi to bil. A več kot je osumljencev, več nastane nesporazumov. Miha prejme dragocen nasvet enega od gostov in na koncu še pohvalo lastnika restavracije. Luka brani svoje kulinarične sposobnosti, Chef pa svoj vodilni položaj v kuhinji. |                |                 |                       |
| 12. | 2              | Igor Gajič      | 14. oktober 2021      |
| Gostujoči igralci: Jaša Jamnik - lastnik konkurenčne restavracije, Jerca Legan - navdušena gostja |                |                 |                       |
| Vsebina: Pika na različne načine skuša doseči, da bi njihova restavracija ohranila naziv najboljše restavracije v mestu. Da bi povečala priljubljenost restavracije, uvede nove ideje in nov meni, toda Chef na drugi strani vztraja pri starem. Luka si medtem skuša pridobiti Pikino pozornost, a mu ne uspeva najbolje. V restavraciji se zaradi Rudijeve malomarnosti zgodi požar, v plamen strasti pa se nazadnje vendarle podata tudi Luka in Pika. |                |                 |                       |
| 13. | 3              | Marko Naberšnik | 14. oktober 2021      |
| Gostujoči igralci: Gojmir Lešnjak - dobavitelj Jovo, Janez Škof - brezdomec Radovan |                |                 |                       |
| Vsebina: Chef se prepira s chefinjo sosednje restavracije Marjeto zaradi parkirnega prostora, in ker nihče od njiju ne popusti, spor kmalu prerastee v pravo malo vojno. Pika ima pomemben seminar v Italiji, da bi jo pred tem rešil, pa se Luka zateče k laži. Zadeva se ne izteče po planu. Medtem pa sta Miha in Nastja pripravljena narediti naslednji korak v njunem odnosu.                                                                        |                |                 |                       |
| 14. | 4              | Marko Naberšnik | 14. oktober 2021      |
| Gostujoči igralci: Jana Zupančič - bivša žena Tatjana, Stella Majerič - hči Alisa, Vesna Kuzmič - slavljenka Diana |                |                 |                       |
| Vsebina: Lastnik naroči pomemben banket, a se Chef prej napije in posledično znajde v neprijetni situaicji. Luka zato poskuša rešiti Chefa in pomagati Piki na način, da se sam predstavi kot chef restavracije. Nazadnje mora skuhati jed po francoskem receptu in tu se pokažejo njegove prave sposobnosti. |                |                 |                       |
| 15. | 5              | Igor Gajič      | 14. oktober 2021      |
| Gostujoči igralci: Zvezdana Mlakar - Vera Čuk |                |                 |                       |
| Vsebina: Pika predlaga Luki, da se preseli k njej. Začetno navdušenje hitro prekrije dvom, saj Luka ni prepričan, ali je že pripravljen na tak velik korak v njuni zvezi. Miha v stanovanju ostane sam z Nastjo. Chef na veliko izkorišča gostoljubnost in mehko srce svojega pomočnika in njegove mame, pri katerima zdaj živi, in se močno spre s Štefanom.                                                                                             |                |                 |                       |
| 16. | 6              | Igor Gajič      | 14. oktober 2021      |
| Gostujoči igralci: Aljoša Ternovšek - požarni inšpektor Banovec, Branko Šturbej - delovni inšpektor Peter Lah |                |                 |                       |
| Vsebina: Chef je prepričan, da je za obisk inšpektorja za požarno varnost kriva Marjeta. Da bi se ji maščeval, pokliče inšpektorat za delo, češ, da imajo v restavraciji Casablanca delavce, ki delajo na črno. Luka se trudi s pripravo zaščitne jedi svojega šefa in na vsak način skuša ugotoviti, kaj so skrivnostne sestavine. |                |                 |                       |
| 17. | 7              | Marko Naberšnik | 14. oktober 2021      |
| Gostujoči igralci: Goran Završnik - prodajalec v ribarnici, Doroteja Pinozič - natakarica v Casablanci |                |                 |                       |
| Vsebina: Chef bo za novo sezonsko jed izbral eno od jedi kuharjev, in to na koncu postane Tomijeva specialiteta. Z lastnikom se nato odpravita na 'prijateljski' obisk Marjetine restavracije Casablanca, kjer pa imajo na meniju identično jed. Luko razmišlja, na kakšen način bi lahko zbližal svoja prijatelja s Piko. |                |                 |                       |
| 18. | 8              | Marko Naberšnik | 14. oktober 2021      |
| Gostujoči igralci: Lea Mihevc - Rudijeva žena Kristina, Gojmir Lešnjak - dobavitelj Jovo, Irena Mihelič - lastnica Mira Počivavšek |                |                 |                       |
| Vsebina: Miha in Luka se znajdeta v neprijetni situaciji, ker jima lastnica poviša najemnino za stanovanje. Luka se zato znajde in prijatelja nauči, kako dodaten denar zaslužiti na črno. Rudi ni zadovoljen z dohodkom restavracije, zato uvede strog režim varčevanja na različnih področjih. Chef in Pika želita ublažiti situacijo, a njuno posredovanje stvari samo še poslabša do te mere, da Rudi odpusti večino kuharjev.                        |                |                 |                       |
| 19. | 9              | Igor Gajič      | 14. oktober 2021      |
| Gostujoči igralci: Rok Vihar - kupec Igor, Lea Mihevc - Rudijeva žena Kristina |                |                 |                       |
| Vsebina: V restavracijo pride Igor Hvale, ki je potencialni novi lastnik restavracije. Chef poskuša vrniti na delo svojo staro ekipo kuharjev, poleg tega pa da odpoved še v kuharski oddaji. Igorju je všeč Pika, kar gre v nos Luki, zato poskrbi za še en nesporazum, ki privede do pretepa med Kristino in Piko. |                |                 |                       |
| 20. | 10             | Igor Gajič      | 14. oktober 2021      |
| Gostujoči igralci: Rok Vihar - kupec Igor, Sašo Stare - novi voditelj kuharske oddaje |                |                 |                       |
| Vsebina: Zaradi popivanja lastnik Chefu zagrozi s strogo kaznijo, kar pa se sprevrže v praznik za vse osebje. Luka načrtuje razkošno darilo za Pikin rojstni dan, a ji ga zaradi prepira ne uspe izročiti. Nastja predlaga, da z Miho stopita korak naprej v njunem odnosu, a pozabi pojasniti, kaj točno misli s tem, zato Miho popade panika. Na zabavi osebja Luka preveč spije in nazadnje pristane v postelji z napačno osebo.                       |                |                 |                       |